# Epic 1000
«Epic 1000» — американский турбовинтовой одномоторный самолёт. Производитель — компания Epic Aircraft, Орегон, США (принадлежит российской S7 Aerospace Group Владислава Филёва).

## Основные сведения
«Epic 1000» разработан в 2015 году. Федеральная авиационная администрация (FAA) США сертифицировала одномоторный турбовинтовой самолёт Epic 1000 в 2019 году.
Первый полёт «Epic 1000» совершил 19 декабря 2015 года. Разработчики считают, что этот самолёт будет востребован в бизнес-авиации. На октябрь 2015 года компания получила заказ на производство более чем 60 самолетов этой модели.
Стоимость самолета — 3 миллиона долларов США. Разработчики самолёта надеются обойти своих конкурентов за счёт более низкой цены. Компания Epic Aircraft начала строить целую сеть центров обслуживания по США, для того чтобы сделать использование самолёта владельцами ещё более комфортным.

## Технические характеристики
- Экипаж: 1 человек;
- Количество пассажиров: 5 человек;
- Длина самолёта: 10,92 м.;
- Размах крыльев: 13,1 м.;
- Высота самолёта: 3,81 м.;
- Масса пустого самолёта: 1’996 кг.;
- Полезная нагрузка: 1’406 кг.;
- Максимальный взлётный вес: 3’402 кг.;
- Крейсерская скорость: 491 км\ч.;
- Максимальная скорость: 602 км\ч.;
- Дальность полёта: 3’056 км.;
- Потолок: 10’000 м.;
- Тип авиадвигателя: турбовинтовой;
- Силовая установка: Pratt & Whitney Canada PT6-67A;
- Мощность: 1’200 л.с.[4]